# Perzijščina
Perzijščina (فارسی, latinizirano Fārsi) je iranski jezik iz indoiranske skupine iz družine indoevropskih jezikov. Najbolj je razširjena v Iranu, Afganistanu, Tadžikistanu, Uzbekistanu ter v manjši meri v Armeniji, Iraku, Bahrajnu in Omanu. Je drugi najbolj množični jezik v blogosferi.
Perzijščina je naslednica srednje perzijščine, uradnega in liturgičnega jezika sasanidske Perzije, ki se je razvila iz stare perzijščine, jezika Perzijskega imperija iz časa Ahemenidov. Značilnost perzijščine je, da ima več standardnih različic. Njena slovnica je podobna mnogim sodobnim evropskim jezikom. Velja za umetniški in znanstveni jezik vzhodne polovice muslimanskega sveta.
Perzijščina je pomembno vplivala na jezike v svoji zemljepisni soseščini, še posebej na turške jezike v Srednji Aziji, Kavkazu in Anatoliji, na sosednje iranske jezike, kot tudi na armenščino in arabščino. Vplivala je tudi na indoarijske jezike, še posebej urdu, hindi, pandžabščino, sindščino in bengalščino.
Novi perzijski jezik datira od trenutka uvedbe arabske abecede okoli leta 650, ko je, v času začetkov islamskega vpliva, privzel veliko število arabskih besed in prerasel v izjemno bogat jezik. Perzijski jezik je v zadnjem tisočletju doživel tako malo sprememb, da izobraženi Iranec lahko bere več stoletij stare rokopise brez posebnih težav.